# Élünk és meghalunk
Az Élünk és meghalunk című lemez Koncz Zsuzsa negyedik magyar nyelvű nagylemeze.
Bár a lemez borítóján nincs feltüntetve, néhány dalban közreműködik a Bergendy együttes is. A lemez elsősorban szatirikus-ironikus, helyenként melankolikus hangneme miatt ismert. A meglepő "Élek, s hogy meddig…" dal egy XV. századi német epigramma (Magister Martinus von Biberach szerzeménye) feldolgozása.

## Az album dalai
1. Vándorének (Szörényi Szabolcs-Bródy János) – 3:29
2. Elbújtam (és már nem találsz rám) (Szörényi Levente-Bródy János) – 3:12
3. Szentiván (Illés Lajos-Bródy János)  – 3:14
4. Hull a levél... (Bródy János-József Attila) – 1:35
5. A telefon (Szörényi Szabolcs-Bródy János) – 2:45
6. Egy év elmúlt (Szörényi Levente-Bródy János) – 5:37
7. Élek, s hogy meddig... (Bródy János-Magister Martinus-Szabó Lőrinc) – 0:15
8. Nemsokára elmegyek (Szörényi Levente-Bródy János) – 3:50
9. Egy lány sétál a domboldalon (Bródy János) – 3:38
10. Kelepce (Illés Lajos-Bródy János) – 2:24
11. Margarita (Illés Lajos-Bródy János) – 3:20
12. Képregény (Illés Lajos-Bródy János) – 2:51
13. Későre jár kedvesem (Bródy János) – 2:56

## Közreműködők
- Illés-együttes